# Ordem de Maria Teresa

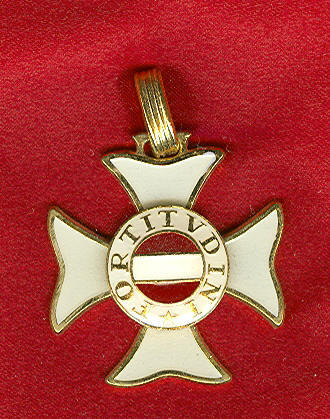
Cruz de cavaleiro da ordem

Ordem de Maria Teresa (em alemão: Militär-Maria-Theresien-Orden) foi uma ordem do Império Austro-Húngaro instituída em 18 de junho de 1757, data da Batalha de Kolin, pela imperatriz Maria Teresa para gratificar os oficiais por seus atos beneméritos.
Graus
- Grã-cruz (Großkreuz)
- Comendador (Kommandeur)
- Cavaleiro (Ritter)